# Сєльцо (Нижньогородська область)
Сєльцо (рос. Сельцо) — присілок в Городецькому районі Нижньогородської області Російської Федерації.
Населення становить 44 особи. Входить до складу муніципального утворення Ніколо-Погостинська сільрада.

## Історія
Від 2009 року входить до складу муніципального утворення Ніколо-Погостинська сільрада.

## Населення
| 2002 | 2010 |
| ---- | ---- |
| 50   | ↘44  |